# Nu2 الكلب الأكبر b
Nu2 الكلب الأكبر b هو كوكب خارج المجموعة الشمسية يصنف كسحابة مائية مشترية يدور حول النجم Nu2 الكلب الأكبر ويقع على مسافة 64.71 سنة ضوئية من الأرض في اتجاه كوكبة الكلب الأكبر. ويعتقد أن الكوكب داخل المنطقة الصالح للحياة في مدار حول النجم الأم قدرة 1.9 وحدة فلكية . اكتشف الكوكب في عام 2011 من قبل ويتنمير روبرت عن طرق قياس السرعة الشعاعية للنجم المضيف. تقدر كتلة الكوكب الدنيا بنحو 2.6 ± 0.6 كتلة مشترية .